# Tony Award för bästa musikal
Tony Award för bästa musikal är ett pris som delas ut sedan 1949.

## Vinnande och nominerade musikaler

### 1940-talet
| År   | Musikal       | Kompositör  | Textförfattare | Manusförfattare          |
| 1949 |               |             |                |                          |
| ---- | ------------- | ----------- | -------------- | ------------------------ |
| 1949 | Kiss Me, Kate | Cole Porter | Cole Porter    | Samuel och Bella Spewack |

### 1950-talet
| År                   | Musikal                       | Kompositör                                   | Textförfattare                                            | Manusförfattare                    |
| 1950                 |                               |                                              |                                                           |                                    |
| -------------------- | ----------------------------- | -------------------------------------------- | --------------------------------------------------------- | ---------------------------------- |
| 1950                 | South Pacific                 | Richard Rodgers                              | Oscar Hammerstein                                         | Oscar Hammerstein och Joshua Logan |
| 1951                 |                               |                                              |                                                           |                                    |
| Guys and Dolls       | Frank Loesser                 | Frank Loesser                                | Jo Swerling och Abe Burrows                               |                                    |
| 1952                 |                               |                                              |                                                           |                                    |
| Kungen och jag       | Richard Rodgers               | Oscar Hammerstein                            | Oscar Hammerstein                                         |                                    |
| 1953                 |                               |                                              |                                                           |                                    |
| Wonderful Town       | Leonard Bernstein             | Betty Comden och Adolph Green                | Joseph Fields och Jerome Chodorov                         |                                    |
| 1954                 |                               |                                              |                                                           |                                    |
| Kismet               | Aleksandr Borodin             | Robert Wright och George Forrest             | Charles Lederer och Luther Davis                          |                                    |
| 1955                 |                               |                                              |                                                           |                                    |
| Pyjamasleken         | Richard Adler och Jerry Ross  | Richard Adler och Jerry Ross                 | George Abbott och Richard Pike Bissell                    |                                    |
| Fanny                | Harold Rome                   | Harold Rome                                  | S. N. Behrman och Joshua Logan                            |                                    |
| Peter Pan            | Moose Charlap och Jules Styne | Carolyn Leigh, Betty Comden och Adolph Green | J.M. Barrie                                               |                                    |
| Plain and Fancy      | Albert Hague                  | Arnold Horwitt                               | Joseph Stein och Will Glickman                            |                                    |
| Silk Stockings       | Cole Porter                   | Cole Porter                                  | George S. Kaufman, Leueen MacGrath och Abe Burrows        |                                    |
| 1956                 |                               |                                              |                                                           |                                    |
| Damn Yankees         | Richard Adler                 | Jerry Ross                                   | George Abbott och Douglass Wallop                         |                                    |
| Pipe Dream           | Richard Rodgers               | Oscar Hammerstein                            | Oscar Hammerstein                                         |                                    |
| 1957                 |                               |                                              |                                                           |                                    |
| My Fair Lady         | Frederick Loewe               | Alan Jay Lerner                              | Alan Jay Lerner                                           |                                    |
| Bells Are Ringing    | Jule Styne                    | Betty Comden och Adolph Green                | Betty Comden och Adolph Green                             |                                    |
| Candide              | Leonard Bernstein             | Richard Wilbur                               | Lillian Hellman                                           |                                    |
| The Most Happy Fella | Frank Loesser                 | Frank Loesser                                | Frank Loesser                                             |                                    |
| 1958                 |                               |                                              |                                                           |                                    |
| The Music Man        | Meredith Willson              | Meredith Willson                             | Meredith Willson och Franklin Lacey                       |                                    |
| West Side Story      | Leonard Bernstein             | Stephen Sondheim                             | Arthur Laurents                                           |                                    |
| New Girl In Town     | Bob Merrill                   | Bob Merrill                                  | George Abbott                                             |                                    |
| Oh, Captain!         | Jay Livingston och Ray Evans  | Jay Livingston och Ray Evans                 | Al Morgan och José Ferrer                                 |                                    |
| Jamaica              | Harold Arlen                  | E.Y. Harburg                                 | E. Y. Harburg och Fred Saidy                              |                                    |
| 1959                 |                               |                                              |                                                           |                                    |
| Redhead              | Albert Hague                  | Dorothy Fields                               | Herbert och Dorothy Fields, Sidney Sheldon och David Shaw |                                    |
| Flower Drum Song     | Richard Rodgers               | Oscar Hammerstein                            | Oscar Hammerstein och Joseph Fields                       |                                    |
| La Plume de Ma Tante | Gérard Calvi                  | Ross Parker och Francis Blanche              | Robert Dhery                                              |                                    |

### 1960-talet
| År                                                         | Musikal                            | Kompositör                                                      | Textförfattare                                                  | Manusförfattare                              |
| 1960                                                       |                                    |                                                                 |                                                                 |                                              |
| ---------------------------------------------------------- | ---------------------------------- | --------------------------------------------------------------- | --------------------------------------------------------------- | -------------------------------------------- |
| 1960                                                       | Sound of Music                     | Richard Rodgers                                                 | Oscar Hammerstein                                               | Howard Lindsay och Russel Crouse             |
| 1960                                                       | Fiorello!                          | Jerry Bock                                                      | Sheldon Harnick                                                 | Jerome Weidman och George Abbott             |
| 1960                                                       | Gypsy                              | Jule Styne                                                      | Stephen Sondheim                                                | Arthur Laurents                              |
| 1960                                                       | Once Upon a Mattress               | Mary Rodgers                                                    | Marshall Barer                                                  | Jay Thompson, Marshall Barer och Dean Fuller |
| 1960                                                       | Take Me Along                      | Bob Merrill                                                     | Bob Merrill                                                     | Joseph Stein och Bob Russell                 |
| 1961                                                       |                                    |                                                                 |                                                                 |                                              |
| Bye Bye Birdie                                             | Charles Strouse                    | Lee Adams                                                       | Michael Stewart                                                 |                                              |
| Do Re Mi                                                   | Jule Styne                         | Betty Comden och Adolph Green                                   | Garson Kanin                                                    |                                              |
| Irma la Douce                                              | Marguerite Monnot                  | Alexandre Breffort, Julian More, David Heneker och Monty Norman | Alexandre Breffort, Julian More, David Heneker och Monty Norman |                                              |
| 1962                                                       |                                    |                                                                 |                                                                 |                                              |
| Hur man lyckas i affärer utan att egentligen anstränga sig | Frank Loesser                      | Frank Loesser                                                   | Abe Burrows, Jack Weinstock och Willie Gilbert                  |                                              |
| Carnival!                                                  | Bob Merrill                        | Bob Merrill                                                     | Michael Stewart och Helen Deutsch                               |                                              |
| Milk and Honey                                             | Jerry Herman                       | Jerry Herman                                                    | Don Appell                                                      |                                              |
| No Strings                                                 | Richard Rodgers                    | Richard Rodgers                                                 | Samuel A. Taylor                                                |                                              |
| 1963                                                       |                                    |                                                                 |                                                                 |                                              |
| En kul grej hände på vägen till Forum                      | Stephen Sondheim                   | Stephen Sondheim                                                | Burt Shevelove och Larry Gelbart                                |                                              |
| Little Me                                                  | Cy Coleman                         | Carolyn Leigh                                                   | Neil Simon                                                      |                                              |
| Oliver!                                                    | Lionel Bart                        | Lionel Bart                                                     | Lionel Bart                                                     |                                              |
| Stoppa världen, jag vill hoppa av                          | Leslie Bricusse och Anthony Newley | Leslie Bricusse och Anthony Newley                              | Leslie Bricusse och Anthony Newley                              |                                              |
| 1964                                                       |                                    |                                                                 |                                                                 |                                              |
| Hello, Dolly!                                              | Jerry Herman                       | Jerry Herman                                                    | Michael Stewart                                                 |                                              |
| Funny Girl                                                 | Jule Styne                         | Bob Merrill                                                     | Isobel Lennart                                                  |                                              |
| High Spirits                                               | Hugh Martin och Timothy Gray       | Hugh Martin och Timothy Gray                                    | Hugh Martin och Timothy Gray                                    |                                              |
| She Loves Me                                               | Jerry Bock                         | Sheldon Harnick                                                 | Joe Masteroff                                                   |                                              |
| 1965                                                       |                                    |                                                                 |                                                                 |                                              |
| Spelman på taket                                           | Jerry Bock                         | Sheldon Harnick                                                 | Joseph Stein                                                    |                                              |
| Golden Boy                                                 | Charles Strouse                    | Lee Adams                                                       | Clifford Odets och William Gibson                               |                                              |
| Half a Sixpence                                            | David Heneker                      | David Heneker                                                   | Beverley Cross                                                  |                                              |
| Oh, What a Lovely War!                                     | Diverse                            | Diverse                                                         | Joan Littlewood och Theatre Workshop                            |                                              |
| 1966                                                       |                                    |                                                                 |                                                                 |                                              |
| Man of La Mancha                                           | Mitch Leigh                        | Joe Darion                                                      | Dale Wasserman                                                  |                                              |
| Mame                                                       | Jerry Herman                       | Jerry Herman                                                    | Jerome Lawrence och Robert Edwin Lee                            |                                              |
| Skyscraper                                                 | Jimmy Van Heusen                   | Sammy Cahn                                                      | Peter Stone                                                     |                                              |
| Sweet Charity                                              | Cy Coleman                         | Dorothy Fields                                                  | Neil Simon                                                      |                                              |
| 1967                                                       |                                    |                                                                 |                                                                 |                                              |
| Cabaret                                                    | John Kander                        | Fred Ebb                                                        | Joe Masteroff                                                   |                                              |
| I Do! I Do!                                                | Harvey Schmidt                     | Tom Jones                                                       | Tom Jones                                                       |                                              |
| The Apple Tree                                             | Jerry Bock                         | Sheldon Harnick                                                 | Sheldon Harnick och Jerry Bock                                  |                                              |
| Walking Happy                                              | Jimmy Van Heusen                   | Sammy Cahn                                                      | Roger O. Hirson och Ketti Frings                                |                                              |
| 1968                                                       |                                    |                                                                 |                                                                 |                                              |
| Hallelujah, Baby!                                          | Jule Styne                         | Betty Comden och Adolph Green                                   | Arthur Laurents                                                 |                                              |
| The Happy Time                                             | John Kander                        | Fred Ebb                                                        | N. Richard Nash                                                 |                                              |
| How Now, Dow Jones                                         | Elmer Bernstein                    | Carolyn Leigh                                                   | Max Shulman                                                     |                                              |
| Illya Darling                                              | Manos Hadjidakis                   | Joe Darion                                                      | Jules Dassin                                                    |                                              |
| 1969                                                       |                                    |                                                                 |                                                                 |                                              |
| 1776                                                       | Sherman Edwards                    | Sherman Edwards                                                 | Peter Stone                                                     |                                              |
| Hair                                                       | Galt MacDermot                     | James Rado                                                      | Gerome Ragni och James Rado                                     |                                              |
| Ungkarlslyan                                               | Burt Bacharach                     | Hal David                                                       | Neil Simon                                                      |                                              |
| Zorba                                                      | John Kander                        | Fred Ebb                                                        | Joseph Stein                                                    |                                              |

### 1970-talet
| År                                    | Musikal                                       | Kompositör                                    | Textförfattare                                            | Manusförfattare                           |
| 1970                                  |                                               |                                               |                                                           |                                           |
| ------------------------------------- | --------------------------------------------- | --------------------------------------------- | --------------------------------------------------------- | ----------------------------------------- |
| 1970                                  | Applause                                      | Charles Strouse                               | Lee Adams                                                 | Betty Comden och Adolph Green             |
| 1970                                  | Coco                                          | Andre Previn                                  | Alan Jay Lerner                                           | Alan Jay Lerner                           |
| 1970                                  | Purlie                                        | Gary Geld                                     | Peter Udell                                               | Ossie Davis, Philip Rose, och Peter Udell |
| 1971                                  |                                               |                                               |                                                           |                                           |
| Company                               | Stephen Sondheim                              | Stephen Sondheim                              | George Furth                                              |                                           |
| The Me Nobody Knows                   | Gary William Freedman                         | Will Holt                                     | Robert H. Livingston, Herb Schapiro och Stephen M. Joseph |                                           |
| The Rothschilds                       | Jerry Bock                                    | Sheldon Harnick                               | Sherman Yellen                                            |                                           |
| 1972                                  |                                               |                                               |                                                           |                                           |
| Two Gentlemen of Verona               | Galt MacDermot                                | John Guare                                    | William Shakespeare                                       |                                           |
| Ain't Supposed to Die a Natural Death | Melvin Van Peebles                            | Melvin Van Peebles                            | Melvin Van Peebles                                        |                                           |
| Follies                               | Stephen Sondheim                              | Stephen Sondheim                              | James Goldman                                             |                                           |
| Grease                                | Jim Jacobs och Warren Casey                   | Jim Jacobs och Warren Casey                   | Jim Jacobs och Warren Casey                               |                                           |
| 1973                                  |                                               |                                               |                                                           |                                           |
| Sommarnattens leende                  | Stephen Sondheim                              | Stephen Sondheim                              | Hugh Wheeler                                              |                                           |
| Don't Bother Me, I Can't Cope         | Micki Grant                                   | Micki Grant                                   | Micki Grant                                               |                                           |
| Pippin                                | Stephen Schwartz                              | Stephen Schwartz                              | Roger O. Hirson och Bob Fosse                             |                                           |
| Sugar                                 | Jule Styne                                    | Bob Merrill                                   | Peter Stone                                               |                                           |
| 1974                                  |                                               |                                               |                                                           |                                           |
| Raisin                                | Judd Woldin                                   | Robert Brittan                                | Robert Nemiroff och Charlotte Zaltzberg                   |                                           |
| Over Here!                            | Richard M. Sherman och Robert B. Sherman      | Richard M. Sherman och Robert B. Sherman      | Will Holt                                                 |                                           |
| Seesaw                                | Cy Coleman                                    | Dorothy Fields                                | Michael Bennett                                           |                                           |
| 1975                                  |                                               |                                               |                                                           |                                           |
| The Wiz                               | Charlie Smalls                                | Charlie Smalls                                | William F. Brown                                          |                                           |
| Mack and Mabel                        | Jerry Herman                                  | Jerry Herman                                  | Michael Stewart                                           |                                           |
| The Lieutenant                        | Gene Curty, Nitra Scharfman, och Chuck Strand | Gene Curty, Nitra Scharfman, och Chuck Strand | Gene Curty, Nitra Scharfman, och Chuck Strand             |                                           |
|                                       |                                               |                                               |                                                           |                                           |
| 1976                                  |                                               |                                               |                                                           |                                           |
| A Chorus Line                         | Marvin Hamlisch                               | Marvin Hamlisch                               | James Kirkwood                                            |                                           |
| Bubbling Brown Sugar                  | Diverse                                       | Diverse                                       | Loften Mitchell                                           |                                           |
| Chicago                               | John Kander                                   | Fred Ebb                                      | Fred Ebb och Bob Fosse                                    |                                           |
| Pacific Overtures                     | Stephen Sondheim                              | Stephen Sondheim                              | John Weidman                                              |                                           |
| 1977                                  |                                               |                                               |                                                           |                                           |
| Annie                                 | Charles Strouse                               | Martin Charnin                                | Thomas Meehan                                             |                                           |
| Happy End                             | Kurt Weill                                    | Bertolt Brecht                                | Elisabeth Hauptmann                                       |                                           |
| I Love My Wife                        | Cy Coleman                                    | Michael Stewart                               | Michael Stewart                                           |                                           |
| Side by Side by Sondheim              | Stephen Sondheim                              | Stephen Sondheim                              |                                                           |                                           |
| 1978                                  |                                               |                                               |                                                           |                                           |
| Ain't Misbehavin'                     | Thomas "Fats" Waller                          | Diverse                                       |                                                           |                                           |
| Dancin'                               | Diverse                                       | Diverse                                       |                                                           |                                           |
| On the Twentieth Century              | Cy Coleman                                    | Betty Comden och Adolph Green                 | Betty Comden och Adolph Green                             |                                           |
| Runaways                              | Elizabeth Swados                              | Elizabeth Swados                              | Elizabeth Swados                                          |                                           |
| 1979                                  |                                               |                                               |                                                           |                                           |
| Sweeney Todd                          | Stephen Sondheim                              | Stephen Sondheim                              | Hugh Wheeler                                              |                                           |
| Ballroom                              | Billy Goldenberg                              | Alan och Marilyn Bergman                      | Jerome Kass                                               |                                           |
| Det bästa lilla horhuset i Texas      | Carol Hall                                    | Carol Hall                                    | Larry L. King och Peter Masterson                         |                                           |
| They're Playing Our Song              | Marvin Hamlisch                               | Carole Bayer Sager                            | Neil Simon                                                |                                           |

### 1980-talet
| År                                           | Musikal                                                                                                  | Kompositör                         | Textförfattare                            | Manusförfattare |
| 1980                                         | |                                    |                                           |                 |
| -------------------------------------------- | --- | ---------------------------------- | ----------------------------------------- | --------------- |
| 1980                                         | Evita | Andrew Lloyd Webber                | Tim Rice                                  | Tim Rice        |
| 1980                                         | A Day in Hollywood/A Night in the Ukraine                                                                | Frank Lazarus                      | Dick Vosburgh                             | Dick Vosburgh   |
| 1980                                         | Barnum                                                                                                   | Cy Coleman                         | Michael Stewart                           | Mark Bramble    |
| 1980                                         | Sugar Babies                                                                                             | Jimmy McHugh                       | Dorothy Fields och Al Dubin               | Ralph G. Allen  |
| 1981                                         | |                                    |                                           |                 |
| 42nd Street                                  | Harry Warren                                                                                             | Al Dubin                           | Michael Stewart och Mark Bramble          |                 |
| Sophisticated Ladies                         | Duke Ellington                                                                                           | Diverse                            | Donald McKayle                            |                 |
| Tintypes                                     | Diverse                                                                                                  | Diverse                            | Mel Marvin och Gary Pearle                |                 |
| Woman of the Year                            | John Kander                                                                                              | Fred Ebb                           | Peter Stone                               |                 |
| 1982                                         | |                                    |                                           |                 |
| Nine                                         | Maury Yeston                                                                                             | Maury Yeston                       | Arthur Kopit                              |                 |
| Dreamgirls                                   | Henry Krieger                                                                                            | Tom Eyen                           | Tom Eyen                                  |                 |
| Joseph and the Amazing Technicolor Dreamcoat | Andrew Lloyd Webber                                                                                      | Tim Rice                           | Tim Rice                                  |                 |
| Pump Boys and Dinettes                       | Pump Boys and Dinettes (John Foley, Mark Hardwick, Debra Monk, Cass Morgan, John Schimmel, och Jim Wann) | Pump Boys and Dinettes             | Pump Boys and Dinettes                    |                 |
| 1983                                         | |                                    |                                           |                 |
| Cats                                         | Andrew Lloyd Webber                                                                                      | T. S. Eliot och Trevor Nunn        |                                           |                 |
| Blues in the Night                           | Diverse                                                                                                  | Diverse                            |                                           |                 |
| Merlin                                       | Elmer Bernstein                                                                                          | Don Black                          | Richard Levinson och William Link         |                 |
| My One and Only                              | George Gershwin                                                                                          | Ira Gershwin                       | Peter Stone och Timothy S. Mayer          |                 |
| 1984                                         | |                                    |                                           |                 |
| La Cage Aux Folles                           | Jerry Herman                                                                                             | Jerry Herman                       | Harvey Fierstein                          |                 |
| Baby                                         | David Shire                                                                                              | Richard Maltby                     | Sybille Pearson                           |                 |
| Sunday in the Park with George               | Stephen Sondheim                                                                                         | Stephen Sondheim                   | James Lapine                              |                 |
| The Tap Dance Kid                            | Henry Krieger                                                                                            | Robert Lorick                      | Charles Blackwell                         |                 |
| 1985                                         | |                                    |                                           |                 |
| Big River                                    | Roger Miller                                                                                             | Roger Miller                       | William Hauptman                          |                 |
| Grind                                        | Larry Grossman                                                                                           | Ellen Fitzhugh                     | Fay Kanin                                 |                 |
| Leader of the Pack                           | Ellie Greenwich                                                                                          | Diverse                            | Anne Beatts                               |                 |
| Quilters                                     | Barbara Damashek                                                                                         | Barbara Damashek                   | Molly Newman och Barbara Damashek         |                 |
| 1986                                         | |                                    |                                           |                 |
| Drood                                        | Rupert Holmes                                                                                            | Rupert Holmes                      | Rupert Holmes                             |                 |
| Big Deal                                     | Diverse                                                                                                  | Diverse                            | Bob Fosse                                 |                 |
| Song and Dance                               | Andrew Lloyd Webber                                                                                      | Don Black                          |                                           |                 |
| Tango Argentino                              | Diverse                                                                                                  | Diverse                            |                                           |                 |
| 1987                                         | |                                    |                                           |                 |
| Les Misérables                               | Claude-Michel Schönberg                                                                                  | Alain Boublil och Herbert Kretzmer | Claude-Michel Schönberg och Alain Boublil |                 |
| Me and My Girl                               | Noel Gay                                                                                                 | L. Arthur Rose och Douglas Furber  | L. Arthur Rose och Douglas Furber         |                 |
| Rags                                         | Charles Strouse                                                                                          | Stephen Schwartz                   | Joseph Stein                              |                 |
| Starlight Express                            | Andrew Lloyd Webber                                                                                      | Richard Stilgoe                    |                                           |                 |
| 1988                                         | |                                    |                                           |                 |
| The Phantom of the Opera                     | Andrew Lloyd Webber                                                                                      | Charles Hart                       | Richard Stilgoe och Andrew Lloyd Webber   |                 |
| Into the Woods                               | Stephen Sondheim                                                                                         | Stephen Sondheim                   | James Lapine                              |                 |
| Romance/Romance                              | Keith Herrmann                                                                                           | Barry Harman                       | Barry Harman                              |                 |
| Sarafina!                                    | Mbongeni Ngema                                                                                           | Mbongeni Ngema                     | Mbongeni Ngema                            |                 |
| 1989                                         | |                                    |                                           |                 |
| Jerome Robbins' Broadway                     | Diverse                                                                                                  | Diverse                            |                                           |                 |
| Black and Blue                               | Diverse                                                                                                  | Diverse                            |                                           |                 |
| Starmites                                    | Barry Keating                                                                                            | Barry Keating                      | Stuart Ross och Barry Keating             |                 |

### 1990-talet
| År                                    | Musikal                                    | Kompositör                                         | Textförfattare                                                           | Manusförfattare     |
| 1990                                  |                                            |                                                    |                                                                          |                     |
| ------------------------------------- | ------------------------------------------ | -------------------------------------------------- | ------------------------------------------------------------------------ | ------------------- |
| 1990                                  | City of Angels                             | Cy Coleman                                         | David Zippel                                                             | Larry Gelbart       |
| 1990                                  | Aspects of Love                            | Andrew Lloyd Webber                                | Don Black och Charles Hart                                               | Andrew Lloyd Webber |
| 1990                                  | Grand Hotel                                | George Forrest och Robert Wright samt Maury Yeston | George Forrest och Robert Wright samt Maury Yeston                       | Luther Davis        |
| 1990                                  | Vi mötas i St. Louis                       | Ralph Blane och Hugh Martin                        | Ralph Blane och Hugh Martin                                              | Hugh Wheeler        |
| 1991                                  |                                            |                                                    |                                                                          |                     |
| The Will Rogers Follies               | Cy Coleman                                 | Betty Comden och Adolph Green                      | Peter Stone                                                              |                     |
| Miss Saigon                           | Claude-Michel Schönberg                    | Alain Boublil och Richard Maltby                   | Alain Boublil och Claude-Michel Schönberg                                |                     |
| Once on This Island                   | Stephen Flaherty                           | Lynn Ahrens                                        | Lynn Ahrens                                                              |                     |
| The Secret Garden                     | Lucy Simon                                 | Marsha Norman                                      | Marsha Norman                                                            |                     |
| 1992                                  |                                            |                                                    |                                                                          |                     |
| Crazy for You                         | George Gershwin                            | Ira Gershwin                                       | Ken Ludwig                                                               |                     |
| Falsettos                             | William Finn                               | William Finn                                       | William Finn och James Lapine                                            |                     |
| Five Guys Named Moe                   | Diverse                                    | Diverse                                            | Clarke Peters                                                            |                     |
| Jelly's Last Jam                      | Jelly Roll Morton                          | Susan Birkenhead                                   | George C. Wolfe                                                          |                     |
| 1993                                  |                                            |                                                    |                                                                          |                     |
| Kiss of the Spider Woman              | John Kander                                | Fred Ebb                                           | Terrence McNally                                                         |                     |
| Blodsbröder                           | Willy Russell                              | Willy Russell                                      | Willy Russell                                                            |                     |
| The Goodbye Girl                      | Marvin Hamlisch                            | David Zippel                                       | Neil Simon                                                               |                     |
| The Who's Tommy                       | Pete Townshend                             | Pete Townshend                                     | Pete Townshend och Des McAnuff                                           |                     |
| 1994                                  |                                            |                                                    |                                                                          |                     |
| Passion                               | Stephen Sondheim                           | Stephen Sondheim                                   | James Lapine                                                             |                     |
| A Grand Night for Singing             | Richard Rodgers                            | Stephen Sondheim                                   | Walter Bobbie                                                            |                     |
| Skönheten och odjuret                 |                                            |                                                    |                                                                          |                     |
| Cyrano: The Musical                   | Ad van Dijk                                | Koen van Dijk                                      | Koen van Dijk                                                            |                     |
| 1995                                  |                                            |                                                    |                                                                          |                     |
| Sunset Boulevard                      | Andrew Lloyd Webber                        | Don Black                                          | Christopher Hampton och Don Black                                        |                     |
| Smokey Joe's Cafe                     | Jerry Leiber och Mike Stoller              | Jerry Leiber och Mike Stoller                      |                                                                          |                     |
| 1996                                  |                                            |                                                    |                                                                          |                     |
| Rent                                  | Jonathan Larson                            | Jonathan Larson                                    | Jonathan Larson                                                          |                     |
| Bring in 'da Noise, Bring in 'da Funk | Daryl Waters, Zane Mark, och Ann Duquesnay | Reg E. Gaines, George C. Wolfe, och Ann Duquesnay  | Reg E. Gaines                                                            |                     |
| Chronicle of a Death Foretold         | Bob Telson                                 | Graciela Daniele och Jim Lewis                     | Graciela Daniele och Jim Lewis                                           |                     |
| Swinging on a Star                    | Diverse                                    | Johnny Burke                                       | Michael Leeds                                                            |                     |
| 1997                                  |                                            |                                                    |                                                                          |                     |
| Titanic                               | Maury Yeston                               | Maury Yeston                                       | Peter Stone                                                              |                     |
| Juan Darien                           | Elliot Goldenthal                          | Elliot Goldenthal                                  | Elliot Goldenthal och Julie Taymor                                       |                     |
| Steel Pier                            | John Kander                                | Fred Ebb                                           | David Thompson                                                           |                     |
| The Life                              | Cy Coleman                                 | Ira Gasman                                         | Cy Coleman och Ira Gasman                                                |                     |
| 1998                                  |                                            |                                                    |                                                                          |                     |
| Lejonkungen                           | Elton John                                 | Tim Rice                                           | Roger Allers och Irene Mecchi                                            |                     |
| Side Show                             | Henry Kreiger                              | Bill Russell                                       | Bill Russell                                                             |                     |
| Röda nejlikan                         | Frank Wildhorn                             | Nan Knighton                                       | Nan Knighton                                                             |                     |
| Ragtime                               | Stephen Flaherty                           | Lynn Ahrens                                        | Terrence McNally                                                         |                     |
| 1999                                  |                                            |                                                    |                                                                          |                     |
| Fosse                                 | Diverse                                    | Diverse                                            |                                                                          |                     |
| The Civil War                         | Frank Wildhorn                             | Jack Murphy                                        | Gregory Boyd och Frank Wildhorn                                          |                     |
| It Ain't Nothin' But the Blues        | Diverse                                    | Diverse                                            | Charles Bevel, Lita Gaithers, Randal Myler, Ron Taylor, och Dan Wheetman |                     |
| Parade                                | Jason Robert Brown                         | Jason Robert Brown                                 | Alfred Uhry                                                              |                     |

### 2000-talet
| År                                         | Musikal                                                 | Kompositör                                              | Textförfattare                         | Manusförfattare                           |
| 2000                                       |                                                         |                                                         |                                        |                                           |
| ------------------------------------------ | ------------------------------------------------------- | ------------------------------------------------------- | -------------------------------------- | ----------------------------------------- |
| 2000                                       | Contact                                                 | Diverse                                                 | Diverse                                | John Weidman                              |
| 2000                                       | James Joyce's The Dead                                  | Shaun Davey                                             | Richard Nelson och Shaun Davey         | Richard Nelson                            |
| 2000                                       | Swing!                                                  | Diverse                                                 | Diverse                                |                                           |
| 2000                                       | The Wild Party                                          | Michael John LaChiusa                                   | Michael John LaChiusa                  | Michael John LaChiusa och George C. Wolfe |
| 2001                                       |                                                         |                                                         |                                        |                                           |
| The Producers - Det våras för Hitler       | Mel Brooks                                              | Mel Brooks                                              | Mel Brooks och Thomas Meehan           |                                           |
| A Class Act                                | Edward Kleban                                           | Edward Kleban                                           | Linda Kline och Lonny Price            |                                           |
| The Full Monty                             | David Yazbek                                            | David Yazbek                                            | Terrence McNally                       |                                           |
| Jane Eyre                                  | Paul Gordon                                             | Paul Gordon                                             | John Caird                             |                                           |
| 2002                                       |                                                         |                                                         |                                        |                                           |
| Thoroughly Modern Millie                   | Jeanine Tesori                                          | Dick Scanlan                                            | Richard Morris och Dick Scanlan        |                                           |
| Mamma Mia!                                 | Benny Andersson                                         | Björn Ulvaeus                                           | Catherine Johnson                      |                                           |
| Sweet Smell of Success                     | Marvin Hamlisch                                         | Craig Carnelia                                          | John Guare                             |                                           |
| Urinetown                                  | Mark Hollman                                            | Greg Kotis och Mark Hollman                             | Greg Kotis                             |                                           |
| 2003                                       |                                                         |                                                         |                                        |                                           |
| Hairspray                                  | Marc Shaiman                                            | Scott Wittman och Marc Shaiman                          | Mark O'Donnell och Thomas Meehan       |                                           |
| Amour                                      | Michel Legrand                                          | Didier Van Cauwelaert samt Jeremy Sams                  | Didier Van Cauwelaert samt Jeremy Sams |                                           |
| A Year with Frog and Toad                  | Robert Reale                                            | Willie Reale                                            | Willie Reale                           |                                           |
| Movin' Out                                 | Billy Joel                                              | Billy Joel                                              |                                        |                                           |
| 2004                                       |                                                         |                                                         |                                        |                                           |
| Avenue Q                                   | Robert Lopez och Jeff Marx                              | Robert Lopez och Jeff Marx                              | Jeff Whitty                            |                                           |
| The Boy from Oz                            | Peter Allen                                             | Peter Allen                                             | Nick Enright samt Martin Sherman       |                                           |
| Caroline, or Change                        | Jeanine Tesori                                          | Tony Kushner                                            | Tony Kushner                           |                                           |
| Wicked                                     | Stephen Schwartz                                        | Stephen Schwartz                                        | Winnie Holzman                         |                                           |
| 2005                                       |                                                         |                                                         |                                        |                                           |
| Spamalot                                   | John Du Prez och Eric Idle                              | Eric Idle                                               | Eric Idle                              |                                           |
| The Light in the Piazza                    | Adam Guettel                                            | Adam Guettel                                            | Craig Lucas                            |                                           |
| Rivierans guldgossar                       | David Yazbek                                            | David Yazbek                                            | Jeffrey Lane                           |                                           |
| The 25th Annual Putnam County Spelling Bee | William Finn                                            | William Finn                                            | Rachel Sheinkin                        |                                           |
| 2006                                       |                                                         |                                                         |                                        |                                           |
| Jersey Boys                                | Bob Gaudio                                              | Bob Crewe                                               | Marshall Brickman och Rick Elice       |                                           |
| The Color Purple                           | Brenda Russell, Allee Willis, och Stephen Bray          | Brenda Russell, Allee Willis, Stephen Bray              | Marsha Norman                          |                                           |
| The Drowsy Chaperone                       | Lisa Lambert och Greg Morrison                          | Lisa Lambert och Greg Morrison                          | Bob Martin och Don McKellar            |                                           |
| The Wedding Singer                         | Matthew Sklar                                           | Chad Beguelin                                           | Tim Herlihy och Chad Beguelin          |                                           |
| 2007                                       |                                                         |                                                         |                                        |                                           |
| Spring Awakening                           | Duncan Sheik                                            | Steven Sater                                            | Steven Sater                           |                                           |
| Curtains                                   | John Kander                                             | Fred Ebb                                                | Rupert Holmes                          |                                           |
| Grey Gardens                               | Scott Frankel                                           | Michael Korie                                           | Doug Wright                            |                                           |
| Mary Poppins                               | Robert B. Sherman, Richard M. Sherman och George Stiles | Robert B. Sherman, Richard M. Sherman och Anthony Drewe | Julian Fellowes                        |                                           |
| 2008                                       |                                                         |                                                         |                                        |                                           |
| In the Heights                             | Lin-Manuel Miranda                                      | Lin-Manuel Miranda                                      | Quiara Alegría Hudes                   |                                           |
| Cry-Baby                                   | Adam Schlesinger                                        | David Javerbaum                                         | Mark O'Donnell och Thomas Meehan       |                                           |
| Passing Strange                            | Stew och Heidi Rodewald                                 | Stew                                                    | Stew                                   |                                           |
| Xanadu                                     | Jeff Lynne och John Farrar                              | Jeff Lynne och John Farrar                              | Douglas Carter Beane                   |                                           |
| 2009                                       |                                                         |                                                         |                                        |                                           |
| Billy Elliot the Musical                   | Elton John                                              | Lee Hall                                                | Lee Hall                               |                                           |
| Next to Normal                             | Tom Kitt                                                | Brian Yorkey                                            | Brian Yorkey                           |                                           |
| Rock of Ages                               | Diverse                                                 | Diverse                                                 | Chris D'Arienzo                        |                                           |
| Shrek the Musical                          | Jeanine Tesori                                          | David Lindsay-Abaire                                    | David Lindsay-Abaire                   |                                           |

### 2010-talet
| År                                        | Musikal                                  | Kompositör                                 | Textförfattare                                                 | Manusförfattare                        |
| ----------------------------------------- | ---------------------------------------- | ------------------------------------------ | -------------------------------------------------------------- | -------------------------------------- |
| 2010                                      | Memphis                                  | David Bryan                                | David Bryan och Joe DiPietro                                   | Joe DiPietro                           |
| 2010                                      | American Idiot                           | Green Day                                  | Billie Joe Armstrong                                           | Billie Joe Armstrong och Michael Mayer |
| 2010                                      | Fela!                                    | Fela Kuti                                  | Fela Kuti                                                      | Bill T. Jones och Jim Lewis            |
| 2010                                      | Million Dollar Quartet                   | Diverse                                    | Diverse                                                        | Colin Escott och Floyd Mutrux          |
| 2011                                      |                                          |                                            |                                                                |                                        |
| The Book of Mormon                        | Trey Parker, Robert Lopez och Matt Stone | Trey Parker, Robert Lopez och Matt Stone   | Trey Parker, Robert Lopez och Matt Stone                       |                                        |
| Catch Me If You Can                       | Marc Shaiman                             | Marc Shaiman och Scott Wittman             | Terrence McNally                                               |                                        |
| The Scottsboro Boys                       | John Kander                              | Fred Ebb                                   | David Thompson                                                 |                                        |
| Sister Act                                | Alan Menken                              | Glenn Slater                               | Cheri Steinkellner, Bill Steinkellner och Douglas Carter Beane |                                        |
| 2012                                      |                                          |                                            |                                                                |                                        |
| Once                                      | Glen Hansard och Markéta Irglová         | Glen Hansard och Markéta Irglová           | Enda Walsh                                                     |                                        |
| Leap of Faith                             | Alan Menken                              | Glenn Slater                               | Glenn Slater och Janus Cercone                                 |                                        |
| Newsies                                   | Alan Menken                              | Jack Feldman                               | Harvey Fierstein                                               |                                        |
| Nice Work If You Can Get It               | George Gershwin                          | Ira Gershwin                               | Joe DiPietro                                                   |                                        |
| 2013                                      |                                          |                                            |                                                                |                                        |
| Kinky Boots                               | Cyndi Lauper                             | Cyndi Lauper                               | Harvey Fierstein                                               |                                        |
| Bring It On: The Musical                  | Lin-Manuel Miranda och Tom Kitt          | Amanda Green och Lin-Manuel Miranda        | Jeff Whitty                                                    |                                        |
| A Christmas Story: The Musical            | Benj Pasek och Justin Paul               | Benj Pasek och Justin Paul                 | Joseph Robinette                                               |                                        |
| Matilda the Musical                       | Tim Minchin                              | Tim Minchin                                | Dennis Kelly                                                   |                                        |
| 2014                                      |                                          |                                            |                                                                |                                        |
| A Gentleman's Guide to Love and Murder    | Steven Lutvak                            | Steven Lutvak och Robert L. Freedman       | Robert L. Freedman                                             |                                        |
| After Midnight                            | Diverse                                  | Diverse                                    |                                                                |                                        |
| Aladdin                                   | Alan Menken                              | Chad Beguelin, Howard Ashman och Tim Rice  | Chad Beguelin                                                  |                                        |
| Beautiful: The Carole King Musical        | Diverse                                  | Diverse                                    | Douglas McGrath                                                |                                        |
| 2015                                      |                                          |                                            |                                                                |                                        |
| Fun home                                  | Lisa Kron                                | Lisa Kron                                  | Jeanine Tesori                                                 |                                        |
| Something rotten                          | Karey Kirkpatrick, John O'Farrell        | Karey Kirkpatrick, Wayne Kirkpatrick       | Karey Kirkpatrick, Wayne Kirkpatrick                           |                                        |
| En amerikan i Paris                       | Craig Lucas                              | Ira Gershwin                               | George Gershwin                                                |                                        |
| The visit                                 | Terrence McNally                         | Fred Ebb                                   | John Kander                                                    |                                        |
| 2016                                      |                                          |                                            |                                                                |                                        |
| Hamilton                                  | Lin-Manuel Miranda                       | Lin-Manuel Miranda                         | Lin-Manuel Miranda                                             |                                        |
| Bright Star                               | Steve Martin                             | Edie Brickell & Steve Martin               | Edie Brickell                                                  |                                        |
| School of Rock                            | Julian Fellowes                          | Andrew Lloyd Webber                        | Glenn Slater                                                   |                                        |
| Shuffle Along                             | George C. Wolfe                          | Eubie Blake & Noble Sissle                 | Eubie Blake & Noble Sissle                                     |                                        |
| Waitress                                  | Jessie Nelson                            | Sara Bareilles                             | Sara Bareilles                                                 |                                        |
| 2017                                      |                                          |                                            |                                                                |                                        |
| Dear Evan Hansen                          | Steven Levenson                          | Benj Pasek & Justin Paul (Pasek and Paul)) | Benj Pasek & Justin Paul (Pasek and Paul))                     |                                        |
| Come from Away                            | David Hein & Irene Sankoff               | David Hein & Irene Sankoff                 | David Hein & Irene Sankoff                                     |                                        |
| Groundhog Day                             | Danny Rubin                              | Tim Minchin                                | Tim Minchin                                                    |                                        |
| Natasha, Pierre & The Great Comet of 1812 | Dave Malloy                              | Dave Malloy                                | Dave Malloy                                                    |                                        |
| 2018                                      |                                          |                                            |                                                                |                                        |
| The Band's Visit                          | Itamar Moses                             | David Yazbek                               | David Yazbek                                                   |                                        |
| Frozen                                    | Jennifer Lee                             | Kristen Anderson-Lopez & Robert Lopez      | Kristen Anderson-Lopez & Robert Lopez                          |                                        |
| Mean Girls                                | Tina Fey                                 | Jeff Richmond                              | Nell Benjamin                                                  |                                        |
| SpongeBob SquarePants                     | Kyle Jarrow                              | Various                                    | Various                                                        |                                        |
| 2019                                      |                                          |                                            |                                                                |                                        |
| Hadestown                                 | Anaïs Mitchell                           | Anaïs Mitchell                             | Anaïs Mitchell                                                 |                                        |
| Ain’t Too Proud                           | Dominique Morisseau                      | The Temptations                            | The Temptations                                                |                                        |
| Beetlejuice                               | Scott Brown & Anthony King               | Eddie Perfect                              | Eddie Perfect                                                  |                                        |
| The Prom                                  | Chad Beguelin & Bob Martin               | Matthew Sklar                              | Beguelin                                                       |                                        |
| Tootsie                                   | Robert Horn                              | David Yazbek                               | David Yazbek                                                   |                                        |